# DNa (Inschrift)

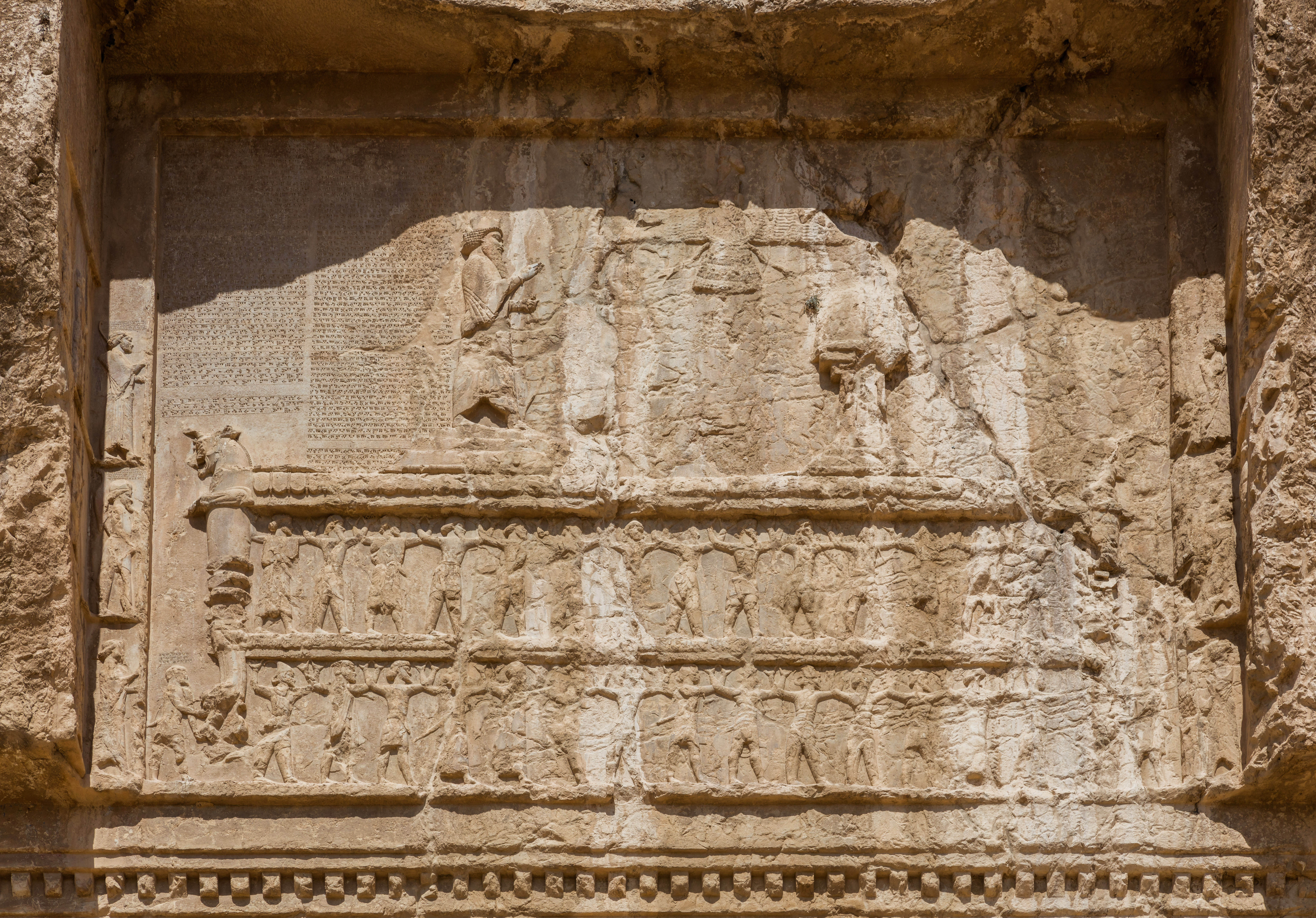
Die elamische (links) und altpersische Sprachversion der Inschrift DNa

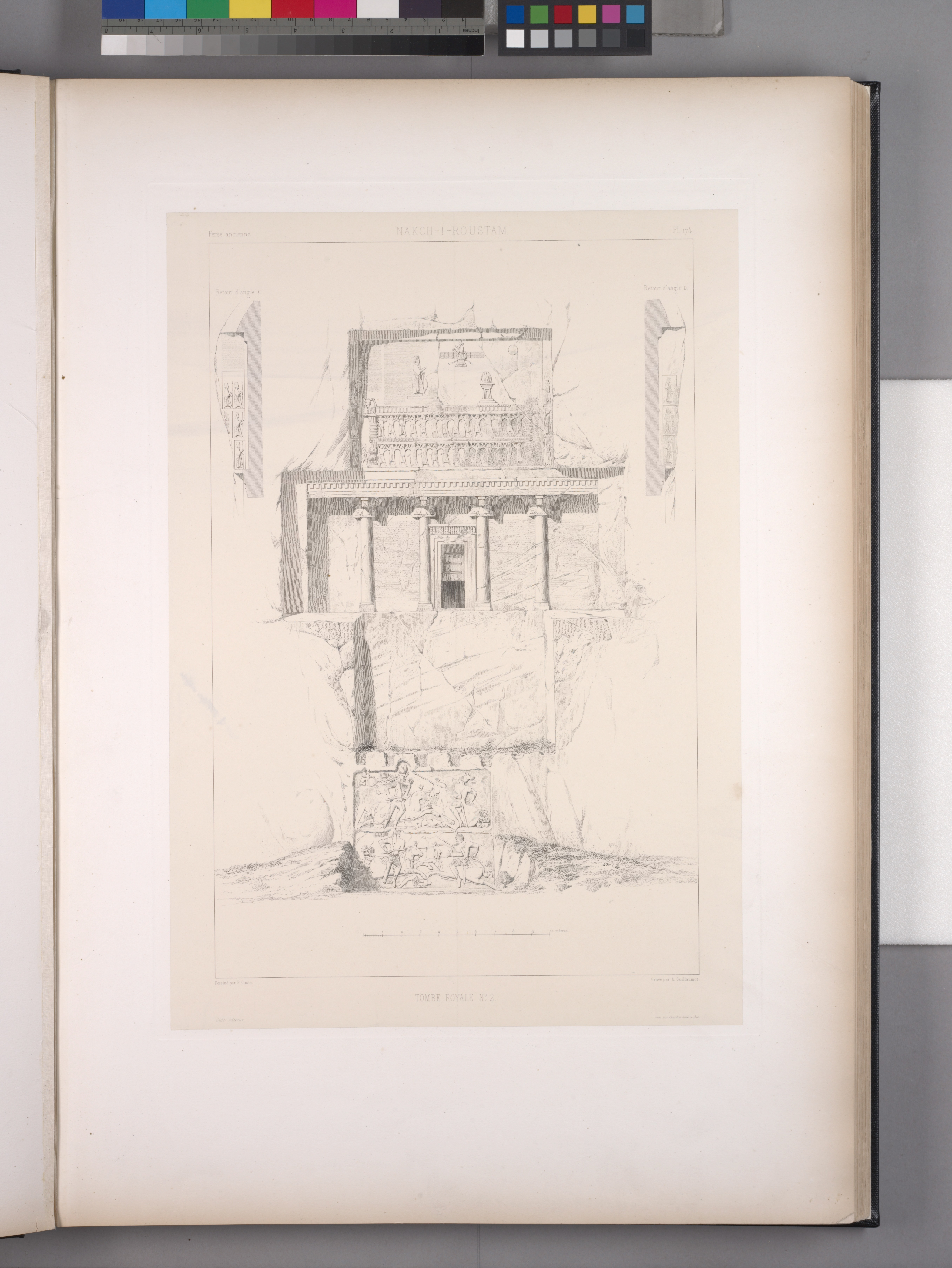
Die Inschrift DNa im Rücken des stehenden Königs. Von rechts nach links: altpersisch, elamisch und babylonisch. Die babylonische Sprachversion ist auf einer Frontalansicht schlecht erkennbar. Sie liegt auf der Seitenwand und ist auf der Zeichnung links separat aufgeführt. Flandin/Coste 1851–1854

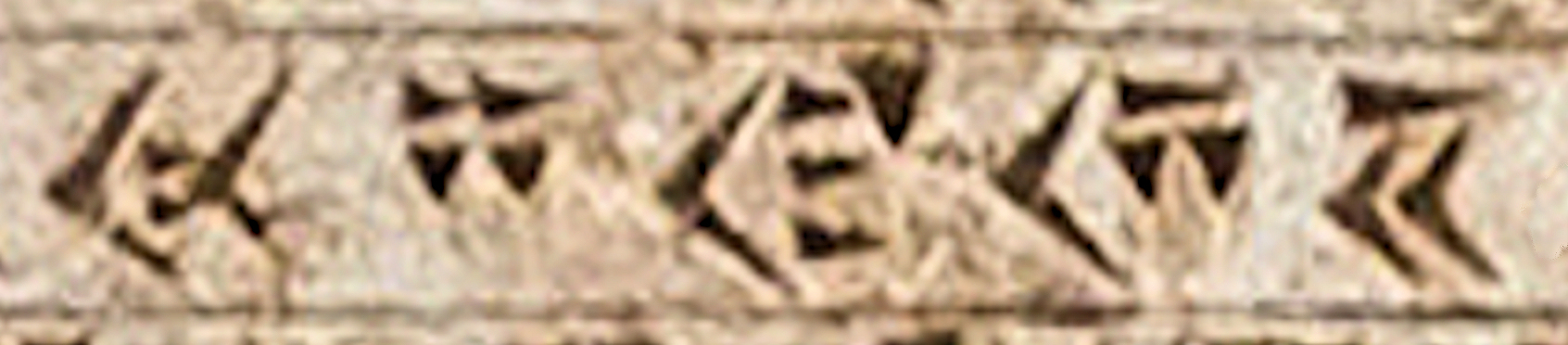
Der Weg vom Keilschriftzeichen zur deutschen Übersetzung: Die Transliteration der fünf altpersischen Keilschriftzeichen lautet h-i-d^{u}-u-š, die Transkription Hinduš mit der deutschen Übersetzung Indien.

DNa ist die Abkürzung einer Inschrift von Dareios I. (D). Sie wurde in Naqsch-e Rostam (N) entdeckt und von der Wissenschaft mit einem Index (a) versehen. Die Inschrift liegt in altpersischer, elamischer und babylonischer Sprache vor.

## Inhalt
„§1. Der große Gott (ist) Ahuramazdā, der diese Erde erschaffen hat, der jenen Himmel erschaffen hat, der den Menschen erschaffen hat, der das Glück erschaffen hat für den Menschen, der Dareios (zum) König gemacht hat, den einen (zum) König über viele, den einen (zum) Gebieter über viele.
§2. Ich (bin) Dareios, der große König, König der Könige, König der Länder mit allen Stämmen, König auf dieser großen Erde auch weithin, des Hystaspes Sohn, ein Achaimenide, ein Perser (und) Sohn eines Persers, ein Arier (Iranier), von arischer Abstammung.
§3. Es kündet Dareios, der König: Nach dem Willen Ahuramazdās, - dies (sind) die Länder, die ich in Besitz genommen habe außerhalb von Persien; ich habe über sie geherrscht; mir brachten sie Tribut; was ihnen von mir gesagt worden ist, das taten sie; das Gesetz, das mein (von mir) (ist), - das hielt sie (fest): Medien, Elam, Parthien, Areia, Baktrien, Sogdien, Chorasmien, Drangiana, Arachosien, Sattagydien, Gandāra, Indien, die amyrgischen Saken, die spitzmützigen Saken, Babylonien, Assyrien, Arabien, Ägypten, Armenien, Kappadokien, Lydien, lonien, die Saken jenseits des Meeres, Thrakien, die schildtragenden Griechen, die Libyer, Nubier, Mekrāner, Karer.
§4. Es kündet Dareios, der König: Ahuramazdā, als er diese Erde in Aufruhr geraten sah, da(raufhin) hat er sie mir verliehen; mich hat er (zum) König gemacht; ich bin König. Nach dem Willen Ahuramazdās habe ich sie (wieder) an den (rechten) Platz gesetzt; was ich ihnen sagte, das taten sie, wie es mein Wunsch war. Wenn du nun überlegen solltest: ‚Wie viele (sind) jene Länder, die Dareios, der König, in Besitz hatte?‘, (so) betrachte die Abbilder (Stützfiguren), die das Throngestell tragen; da wirst du erkennen, da wird dir bewußt werden: ‚Des persischen Mannes Lanze ist weit in die Ferne hinausgegangen‘; da wird dir bewußt werden: ‚Der persische Mann hat fernab von Persien den Feind zurückgeschlagen.‘
§5. Es kündet Dareios, der König: Das, was getan worden (ist), - das alles habe ich nach dem Willen Ahuramazdās getan; Ahuramazdā hat mir Beistand gebracht, bis ich das Werk vollbracht hatte. Mich soll Ahuramazdā schützen vor Unheil und mein Haus und dieses Land; dies bitte ich Ahuramazdā; dies soll Ahuramazdā mir gewähren!
§6. Mann! Das Gebot Ahuramazdās, - das erscheine dir nicht übel! Den rechten Weg verlasse nicht! Widersetze dich nicht!“

## Standort
Die Inschrift DNa befindet sich im sogenannten Oberen Register an der Felswand von Naqsch-e Rostam am Grab von Dareios I. Die altpersische Sprachversion umfasst 60 Zeilen mit durchschnittlich über 20 Zeichen, die elamische 48 und die babylonische 36 Zeilen. Sie ist die längste Inschrift von Persepolis und Umgebung. In allen drei Versionen sind die letzten Zeilen deutlich abgesetzt. Die Inschrift ist zum großen Teil erhalten und befindet sich in situ (am Ursprungsort).

## Forschungsgeschichte
1843 wurde die Inschrift DNa mit allen drei Sprachversionen erstmals von Niels Ludvig Westergaard mit Hilfe eines „Telescops“ abgeschrieben. Die Unzugänglichkeit der Inschriften und die zu bemängelnde Qualität der Kopien führten immer wieder zu Diskussionen. Roland Grubb Kent nahm 1953 als Basis seiner Transliteration die Fotografien von Franz Stolze und Antoin Sevruguin. Günter Schweiger verwendete 1998 für seine Ausgabe eigene Fotografien, Fotografien von Erich Friedrich Schmidt und diejenigen von Antoin Sevruguin.
Christian Lassen hat als erster die altpersische Sprachversion veröffentlicht. In seiner Publikation zeigt sich, wie er mit Querverbindungen auf Kommentare und Übersetzungen des Avesta und das Sanskrit die Entzifferung vorantreibt. Für die insgesamt 30 Namen der Länder auf der Inschrift stützt sich Christian Lassen auf Hinweise der antiken Schriftsteller, vor allem auf Herodot und Strabon. Er hat 25 Eigennamen entziffert und lokalisiert, die Ferdinand Hitzig 1847 zum Teil korrigiert und ergänzt hat. Vergleicht man die Völkernamen von Ferdinand Hitzig mit denjenigen von Franz Heinrich Weißbach von 1911, so unterscheiden sie sich in zehn Identitäten. Vergleicht man die Liste von 1911 mit derjenigen von Rüdiger Schmitt aus dem Jahr 2009, so handelt es sich noch um Differenzen von fünf Identitäten. So lautet die Transkription für Parthien bei Ferdinand Hitzig Parthawa, bei Franz Heinrich Weißbach partaua. Rüdiger Schmitt unterscheidet wiederum zwischen der Transliteration p-r-ft-v und der Transkription Parθava. Die von Ferdinand Hitzig bezeichneten Saken, die den Mond zum Gott haben werden bei Franz Heinrich Weißbach und Rüdiger Schmitt zu amyrgischen Saken, ein Begriff, der auf Herodot zurückgeht. Englische Übersetzungen übersetzen sie mit Saken, die hauma trinken, ein berauschendes Getränk, das bei Ritualen eingenommen wurde.
Lange Zeit trug die Inschrift die Bezeichnungen „Dar. NRa“ oder „NRa“, bis sie Roland Grubb Kent 1953 in das Regelwerk integrierte und ihr die Bezeichnung DNa gab.